# Fauré Le Page
Pour les articles homonymes, voir Le Page.
Arquebusier et fourbisseur parisien de renom dont les origines remontent à 1716. Cette maison historique, fondée par Louis Pigny, demeura dans la même famille jusqu’en 1913 et s’appela successivement Pigny, Lepage (ou Le Page), Moutier Le Page puis Fauré Le Page.
Cette marque reconnue, prisée des collectionneurs, doit son prestige à son exceptionnelle longévité, au luxe de ses réalisations, à sa clientèle aristocratique, à son engagement lors des révolutions françaises de 1789 et de 1830, ainsi qu’aux nombreuses citations dans des grands ouvrages de littérature.

## Une dynastie d'arquebusiers et de fourbisseurs

### Louis Pigny (mort en 1
Arquebusier et fourbisseur à Paris (1716-1743). Il s’établit rue Baillif (voie aujourd’hui disparue du 1er arrondissement de Paris dans le prolongement de la rue des Bons-Enfants).
Privilégié du roi Louis XV sur un acte du 23 octobre 1735 et sur un autre acte de 1756. Il cède son fonds à Pierre Le Page (ou Lepage) qui a épousé sa nièce.

### Pierre Le Page (Tessy-sur-Vire, 1709-1783)
Arquebusier et fourbisseur à Paris (1743-1779) de la Maison d’Orléans. Né en Normandie, il arrive en 1723 à Paris et commence, l’année suivante, son apprentissage, chez le maître arquebusier Aguillez. Sa formation s’achève en 1730 chez le maître arquebusier Mazillier. La même année, il entre au service de Louis Pigny.
En 1743, Pierre Le Page est reçu maître arquebusier, artillier, artificier à Paris et succède à Louis Pigny dont il épouse la nièce. L’arquebuserie Pigny devient Le Page (ou Lepage) et déménage en 1759 au 13, rue de Richelieu. Il gagne une excellente réputation auprès de la clientèle aristocratique et devient arquebusier du Maréchal de Saxe puis arquebusier et fourbisseur de la Maison d’Orléans.
En 1767, Pierre Le Page livre un fusil au roi Louis XV.
Sans héritier, il cède la maison à son neveu Jean Le Page.

### Jean Le Page (Tessy-sur-Vire, 1746-Paris, 1834)
Arquebusier et fourbisseur à Paris (1779 - 1822) de la Maison d’Orléans, du  Louis XVI, du Premier consul Bonaparte puis de l’empereur Napoléon Ier et du  Louis XVIII. Né en Normandie, il arrive à Paris en 1743. Initialement destiné à la pharmacie, il entre finalement en apprentissage chez Pierre Le Page en 1764. Sa formation dure quatre ans. En 1779, il succède à son oncle qui lui offre en 1780 sa lettre de maîtrise.
Jean Le Page poursuit l’œuvre familiale et accroît le prestige de la marque. La manufacture, célèbre pour ses pistolets, ses fusils, ses armes blanches de luxe et ses épées de page sous le Premier Empire rivalise avec celle de Nicolas-Noël Boutet à Versailles. La marque apporte de nombreuses innovations techniques à ses créations, comme en témoignent les nombreux dépôts de brevets : brevet pour une platine de mise à feu utilisant de la poudre suroxygénée en 1810, brevet d’invention pour un fusil imperméable à l’humidité en 1817, brevet pour une platine à silex pouvant être mise à volonté à poudre fulminante en 1821. Ces améliorations sont notables puisqu'en 1809, Le Page présente "une platine à percussion à la société pour l'encouragement de l'Industrie Nationale, devant laquelle il fit une démonstration couronnée de succès en tirant trois cents fois sans un raté".
Sa qualité d’arquebusier et fourbisseur des monarques, attire une clientèle de premier ordre. Armand Augustin Louis de Caulaincourt, duc de Vincence, le baron Gaspard Gourgaud, le maréchal Emmanuel de Grouchy, le général Charles de Flahaut, le marquis Catherine Dominique de Pérignon, le maréchal André Masséna, duc de Rivoli, le baron Daru, le général Carlo Andrea Pozzo di Borgo, le parfumeur Jean-François Houbigant.
De nombreuses pièces témoignent de cette époque fastueuse. Jean Le Page « est sans doute l'armurier impérial le plus cité aussi bien dans les textes qu'à travers les notices des armes exposées dans les musées. » Un fusil de chasse pour Louis Philippe d’Orléans (futur Philippe Égalité) est présenté au musée de la porte de Hal à Bruxelles. Le sabre de Bonaparte premier consul est exposé au château de Malmaison. Le musée de la Chasse et de la Nature à Paris conserve également de très belles pièces de Le Page notamment : deux fusils de chasse de l'empereur Napoléon Ier qui proviennent d’une série exécutée vers 1775 pour Louis XVI et modifiée vers 1806 ; un fusil à silex ayant appartenu au roi Louis XVIII ainsi qu’un coffret-nécessaire contenant une paire de fusils à silex d’enfant, offert par le roi Charles X au duc de Bordeaux, futur « comte de Chambord ».

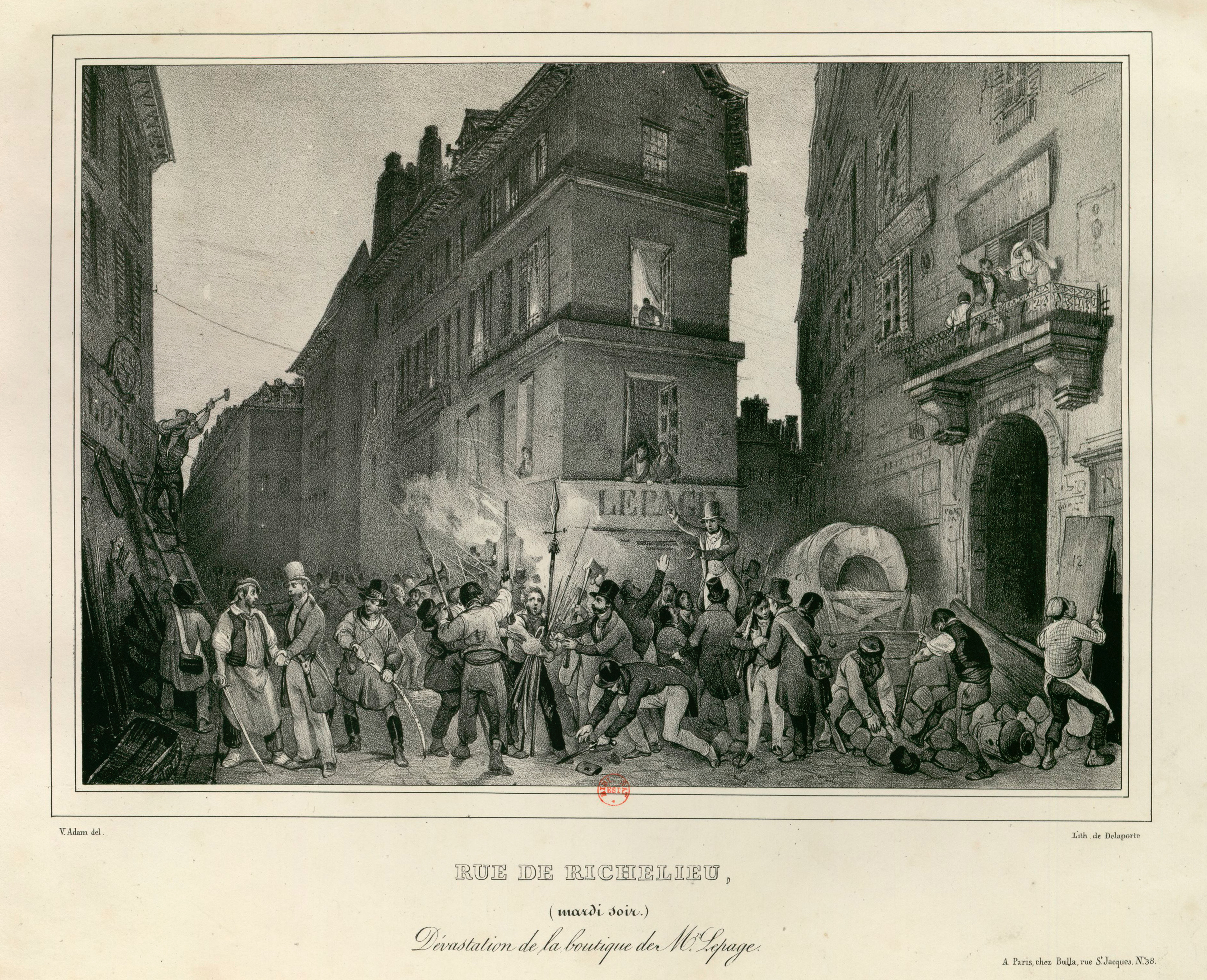
Pillage de la boutique Le Page, rue de Richelieu, le 27 juillet 1830.

Le Page maintient la boutique au 13, rue de Richelieu (qui devient 950 rue de la Loi pendant la période révolutionnaire), à proximité du Palais-Royal ce qui le place au cœur des événements de 1789  et de 1830. Il semble que la famille ait pris une part active à la préparation de la prise de la Bastille et aux Trois Glorieuses en distribuant des armes à la population.
La boutique occupe les rez-de-chaussée des 11 rue du Rempart et 15 rue des Boucheries à partir de 1808 et elle s'étend au 13 de la rue du Rempart, qui fait l'angle avec la rue de Richelieu, en 1830. Elle occupe ces adresses jusqu'en 1850.
De ses six enfants, quatre poursuivront la carrière armurière :
- la fille aînée, Justine épouse Louis Perrin[11], arquebusier à Poitiers de 1813 à 1830 puis à Paris, médailles de bronze aux Expositions de Paris de 1834, 1839 et 1844. Il signe Perrin Le Page ;
- André Jean Thomas, le deuxième enfant, devient arquebusier et s’installe à part au 24 rue de la Monnaie vers 1823. Il signe Le Page Fils ;
- Jean André Prosper Henri Le Page, le quatrième enfant succède à son père en 1822 ;
- Éléonore Méliade épouse un officier, Louis Didier Fauré.

### Jean André Prosper Henri Le Page (Paris, 1792-Vichy, 1854)
Arquebusier et fourbisseur à Paris (1822 - 1842) de Louis XVIII, Charles X et de Louis-Philippe et des ducs d’Orléans.
Il succède à son père en 1822 et est nommé en 1835 arquebusier ordinaire du roi, du duc d’Orléans et du duc de Nemours. Il possède un tir (et canonnerie) aux Champs-Élysées, rue des Gourdes devenue la rue Marbeuf. Sous sa direction, la renommée internationale de la maison Le Page est renforcée. Il participe aux expositions de Paris de 1823, 1827, 1834 et obtient une médaille d’argent à l’exposition de 1839. Il maintient la boutique au 13, rue de Richelieu.
Si le principal des fabrications porte sur des pistolets et revolvers, le plus souvent luxueusement traités, il convient de signaler le mousqueton à percussion dont le canon pivotait latéralement pour le chargement de la culasse. Présenté en 1838 à une commission militaire française, cette dernière en fit réaliser six cents par la manufacture royale de Saint-Étienne pour être mis en service dans le corps des lanciers.
La participation de Jean Le Page, comme expert officiel, dans le procès de Giuseppe Fieschi et dans celui du débarquement de Louis-Napoléon Bonaparte à Boulogne atteste de la notoriété acquise par la maison Le Page.
En 1842, il cède la direction de la maison à son gendre.
Il est l'auteur d'une Notice pour établir la généalogie de la famille Le Page qui est conservée aux Archives nationales de la BNF dans le Fonds Bro de Comères.

### Gilles Michel Louis Moutier Le Page (Bayeux, 1810-Montfermeil, 1887)
Arquebusier et fourbisseur à Paris (1842 - 1865). Louis Moutier épouse la fille de Louis Fauré née d'un premier mariage avec Marie-Elisa Bastien (Louis Fauré épouse en deuxièmes noces Eléonore Méliade Le Page, fille de Jean Le Page et sœur d'Henry Le Page). Il succède à la tête de l'entreprise en 1842 et poursuit le développement de la marque. Il signe Le Page Moutier.
Médaille d’argent aux expositions de Paris en 1844 et 1849 et médaille 1re classe à l’exposition de 1855. Il participe aux expositions de Londres en 1851 — où il obtient une médaille de prix — et en 1862.
En 1865, il s’associe à son neveu Émile Henry Le Page.
Gilles Michel Louis Moutier fait rapidement fortune. Dès 1850, il achète près de 120 hectares à Montfermeil et se fait bâtir un château.

### Émile Henry Fauré Le Page. (Paris, 1840-1929)
Arquebusier et fourbisseur à Paris (1865 - 1913), Fournisseur breveté de la Cour impériale de Russie.

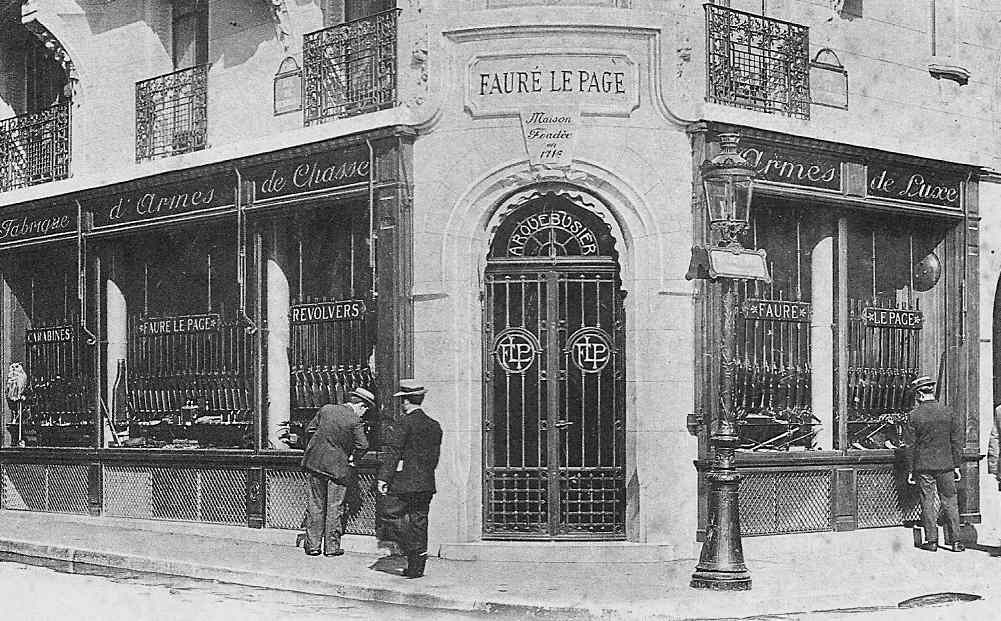
L'ancienne boutique Fauré Le Page située 8, rue de Richelieu à Paris.

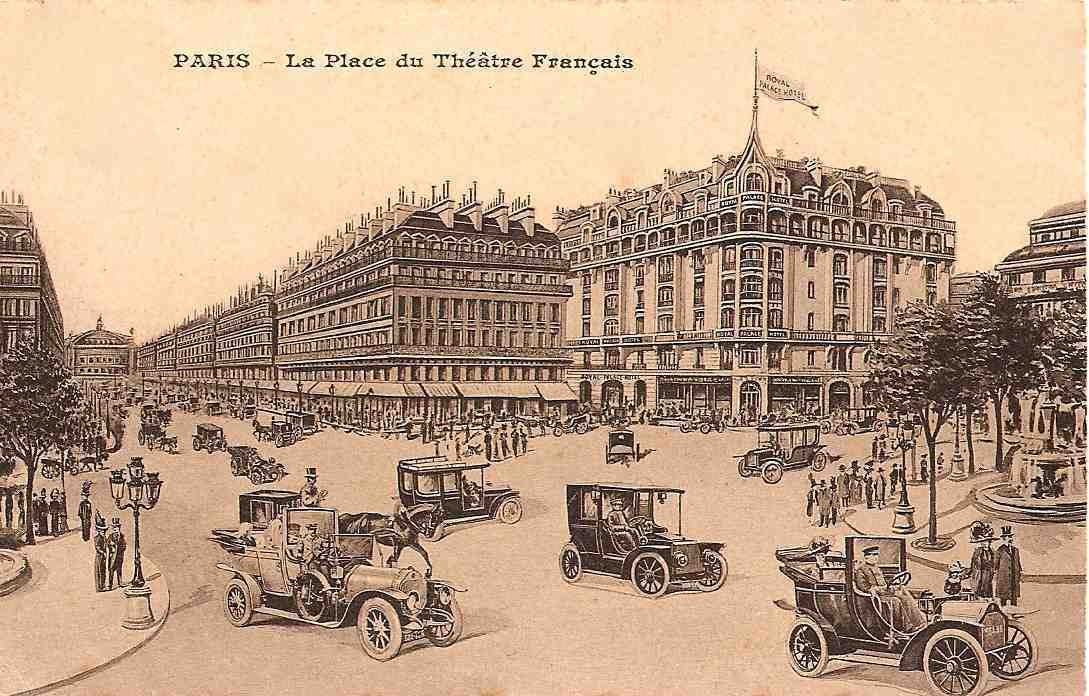
Vue du Royal Palace Hôtel -inauguré en 1909 -depuis la place du Théâtre Français.

Neveu d’Henri Le Page, fils de Louis Didier Fauré et d’Eléonore Méliade Le Page. Il s’associe à Louis Michel Moutier en 1865 et reste seul propriétaire de la maison et 1868.
Il développe la clientèle internationale et devient fournisseur breveté de la Cour impériale de Russie.
Participant à chacune des expositions universelles, il accumule les distinctions à Paris en 1865 (Médaille 1re Classe), 1867 (Médaille d’argent), 1878 (Médaille d’or), 1889 (Grand Prix) et à Vienne en 1873 (Médaille du Progrès)
Il est fait chevalier de la Légion d’honneur en 1878 puis officier en 1894.
La boutique s'installe au 8 rue de Richelieu (à l'angle de la rue de Montpensier donnant sur la place du Théâtre Français), au pied du Royal Palace Hôtel qui ouvre ses portes en 1909.
En 1913, l’armurier Dumond succède à Fauré Le Page mais la maison ancienne garde le nom et devient une société anonyme en 1925. Par la suite, la maison change plusieurs fois de propriétaire et poursuit son activité d'armurerie et de vente d'accessoires de chasse et d'articles de maroquinerie dans la boutique de la rue de Richelieu. En 2012, la boutique Fauré Le Page déménage et prend ses quartiers au 21, rue Cambon, 75001 Paris.
Émile Henry Fauré Le Page meurt le 5 février 1929 et est enterré au cimetière du Père-Lachaise.

## Une dynastie férue d’arts et de science
Pour ses réalisations, la maison fédère des talents dans tous les métiers d’art. Jean Le Page définit son rôle d’arquebusier comme l’artiste qui conçoit l’œuvre et guide la main de l’artisan. Tout à la fois maroquinier, sculpteur, graveur, orfèvre, il faut maîtriser bien des savoir-faire.

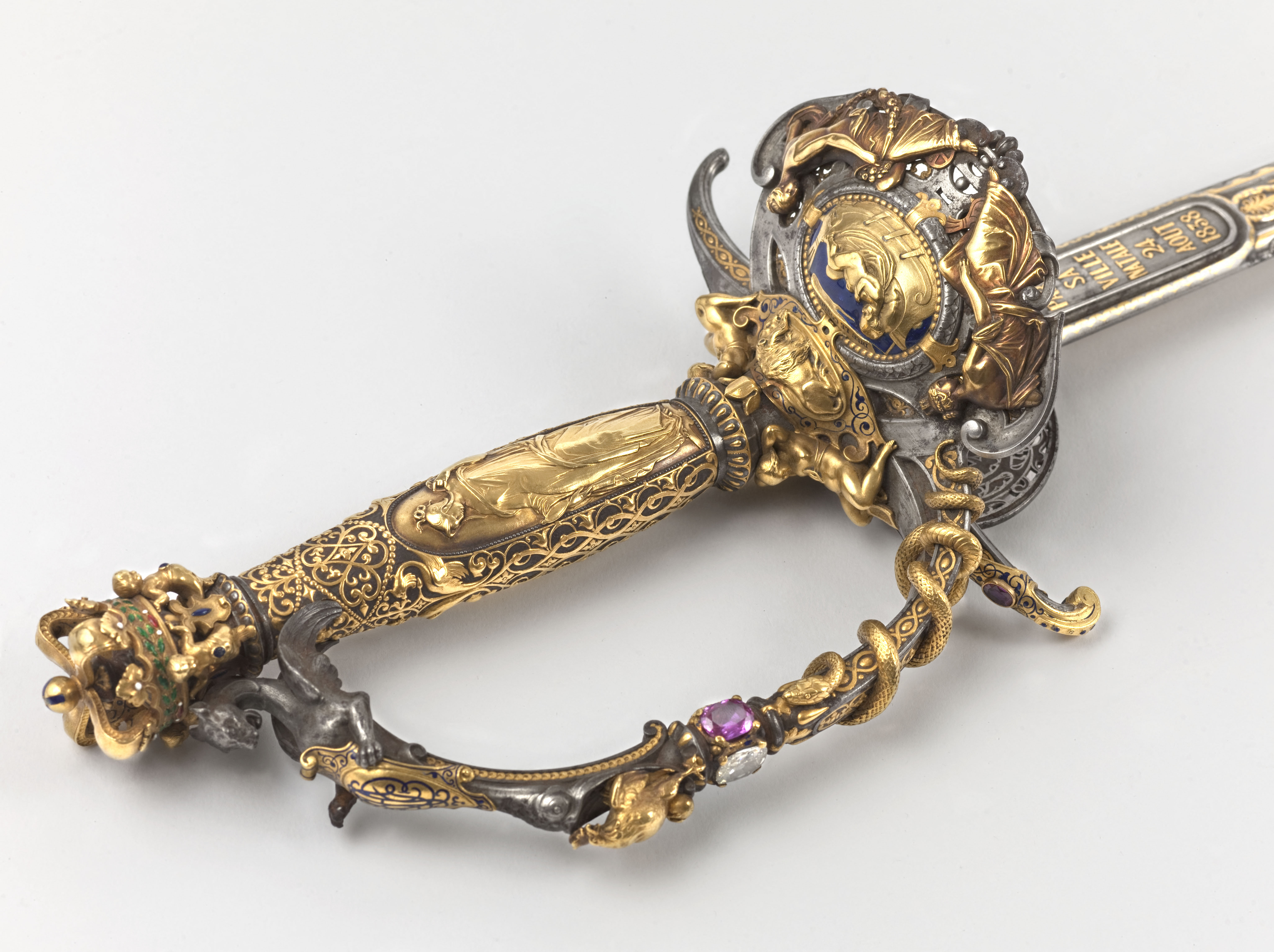
Detail de l'épée du comte de Paris réalisée par Le Page. Cette épée a été offerte par la ville de Paris au comte de Paris le 2 mai 1841 et conservée au musée Carnavalet.

« L’épée du Comte de Paris, payée 15 000 francs-or en 1842 par la ville de Paris, demanda le concours des quinze artisans dont : Klagmann fourbisseur, Wechte ciseleur, Bourdereau incrusteur, Lendret doreur, Plantin graveur en eau-forte et dessin, Paul Bled ciseleur de chiffres, (…) Cendret doreur de garnitures, (…), Lemoyne gainier, Bressonel soudeur, Massant serrurier, Duphau soudeur d’écrous pour les ajours dans les garnitures, Gollé maroquinier posa le chagrin sur le fourreau et Trouilleau fit des filets dorés sur le cuir. »

## Un engagement révolutionnaire
Si la longévité de la maison Le Page a de quoi surprendre, la capacité de l’arquebusier à devenir le fournisseur de chaque nouveau régime est remarquable. Certes, l’emplacement de la boutique à proximité du Palais-Royal place l’arquebusier au cœur de l’agitation politique des XVIIIe siècle et XIXe siècle. On imagine combien les dépôts d'armes étaient stratégiques lors des soulèvements populaires.
Il semble cependant que la famille Le Page ait accompagné le mouvement révolutionnaire et se soit engagée très tôt pour la cause des insurgés de 1789 et de 1830.

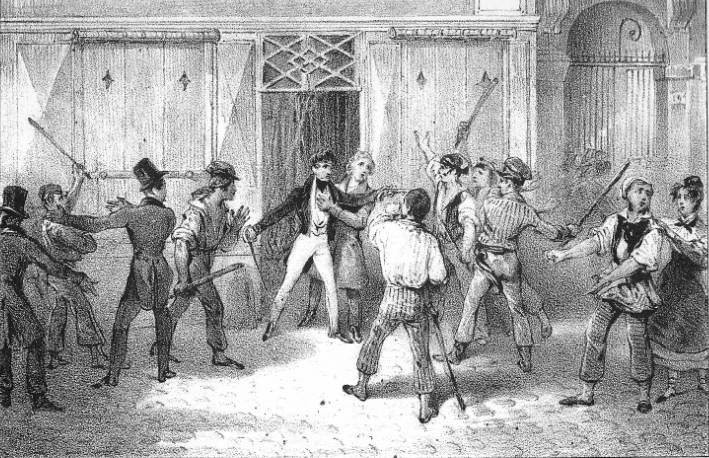
"L'Arquebusier Le Page refusant à la violence des armes qu'il distribua plus tard lui-même" lithographie de Cœuré, 1830.

De nombreux textes relèvent cet engagement patriotique en 1830 :
- « M. Lepage, arquebusier, dans la journée du mardi, 27 juillet, a cru devoir s’opposer à l’enlèvement des armes antiques et précieuses que contenaient ses magasins; il voulait faire lui-même, avec ses ouvriers, une distribution régulière de tout ce qui pouvait servir à la défense personnelle des patriotes. Pendant ces trois jours, M. Lepage n’a cessé de distribuer des armes et des munitions de toute espèce; le 27, au matin, il s’était pourvu de cent vingt livres de poudre. Depuis mardi, une fonte continuelle a eu lieu chez lui ; on en a distribué à toute heure. Il était assisté de son père, vieillard de quatre-vingt-cinq ans. Le patriotisme est héréditaire dans la famille Lepage. Lors de la première révolution, M Lepage, arquebusier, livra trois fois ses magasins aux défenseurs de la liberté; aujourd’hui M. Lepage fils n’a conservé que son fusil national, et dans ce moment, comme tous ses concitoyens heureux du triomphe populaire, il est sous les armes à sa municipalité[17]. »
- « Pendant que les Suisses embusqués dans les maisons de la rue Saint-Honoré faisaient un feu roulant dans les rues de Richelieu, on vit les dames de la maison de M. Lepage sortir dans la rue et distribuer de la poudre et du plomb aux braves citoyens qui combattaient à découvert au milieu des balles[18]. »
- « Il est toutefois deux faits qu’il faut noter, parce qu’ils sont des indices du sentiment populaire. On sait que, dans la journée des 27 et 28, toutes les enseignes des marchands brevetés de la Cour avaient été maculés ou brisées. L’enseigne de l’armurier Lepage, rue de Richelieu, portaient ces mots: Arquebusier de Son Altesse Royale Monseigneur le duc d’Orléans. Le peuple avait barbouillé de noir le titre d’Altesse Royale, et avait soigneusement respecté le nom du duc d’Orléans[19]. »